# Karl Ottomar Treibmann
Karl Ottomar Treibmann (* 14. Januar 1936 in Raun im Vogtland; † 13. Februar 2017 in Leipzig) war ein deutscher Komponist und Musikpädagoge. Von 1981 bis zu seiner Emeritierung 2001 Professor für Musiktheorie und Tonsatz an der Universität Leipzig. Er gehörte zu den Vertretern der Moderne in der DDR, deren große Hauptwerke in den Bereichen Oper, Sinfonie und Kammermusik zu finden sind.

## Leben und Werk
Karl Ottomar Treibmann, evangelisch-lutherisch, wurde 1936 als Sohn eines Volksschullehrers und einer Hausfrau in Raun im Vogtland geboren. Er gehörte zu jener Komponistengeneration, die den Ausgang des Zweiten Weltkrieges als Kind erlebten. Treibmann ging in seiner Geburtsstadt (1942–1947) und in Oelsnitz/Vogtl. (1947–1954) zur Schule und erhielt neben dem (groß-)väterlichen Unterricht wichtige Impulse vom Oelsnitzer Kantor und Straube-Schüler Paul Leo.
Danach studierte er von 1954 bis 1959 Musikerziehung (bei Richard Petzoldt und Hellmuth Christian Wolff) und Germanistik (bei Theodor Frings, Hermann August Korff und Hans Mayer) an der Philosophischen Fakultät der Karl-Marx-Universität Leipzig. 1959 legte er das Staatsexamen für das Lehramt an der 12-klassigen Oberschule ab. 1959/60 war Treibmann als Musikpädagoge an der polytechnischen Oberschule in Zschortau und von 1960 bis 1966 an der Friedensoberschule in Delitzsch tätig.
Seine Promotion zum Dr. phil. verfasste Treibmann 1966 (neben dem laufenden Lehrbetrieb) an der Philologischen Fakultät über den Komponisten und Musikerzieher Helmut Bräutigam (1914–1942). Die Gutachter der Arbeit waren Paul Willert und Richard Petzoldt. 1966 wurde er Wissenschaftlicher Assistent in der Abteilung Künstlerische Praxis des Instituts für Musikwissenschaft der Universität Leipzig und 1969 Lektor für Musiktheorie. Von 1971 bis 1974 war er im Rahmen der akademischen Selbstverwaltung als Leiter der Fachgruppe Künstlerische Praxis tätig.
Von 1967 bis 1970 absolvierte er bei Fritz Geißler und Carlernst Ortwein (Instrumentation) an der Staatlichen Hochschule für Musik – Mendelssohn-Akademie zusätzlich ein Kompositionsstudium. In dieser Zeit hatte Treibmann erkannt, dass seine wahre Berufung im Komponieren bestehen sollte. Sein kompositorischer Werdegang führte ihn 1974/75 zu Paul Dessau nach Berlin, bei dem er an der Akademie der Künste der DDR ein Meisterschülerstudium von Leipzig aus antrat.
Nachdem er im September 1975 die Facultas Docendi für das Fachgebiet für Musikwissenschaft und Musikerziehung erhalten hatte, wurde er zum Februar 1976 Hochschuldozent für Musiklehre und Tonsatz am Fachbereich Musikwissenschaft und Musikinstrumenten-Museum. 1981 wurde er zum Professor mit künstlerischer Lehrtätigkeit für Musiklehre und Tonsatz berufen. Ab 1981 war seine Professur an der Sektion Kunst‐ und Kulturwissenschaften und ab 1991 am Fachbereich Musikwissenschaft und Musikinstrumenten-Museum der Fakultät für Kunst-, Sprach- und Erziehungswissenschaften angesiedelt. 1993 wurde er Hochschuldozent für Musikpädagogik am Institut für Musikpädagogik. Mit Erreichen der Altersgrenze 2001 schied er aus dem Hochschuldienst aus. Seine Lehr- und Forschungsgebiete waren die Musiklehre, der Tonsatz, die Musikalische Analyse und Komposition im 20. Jahrhundert.
Während seiner Zeit als Lehrer war er Kreisfachberater für Musik bei der Abteilung Volksbildung des Rates des Kreises Delitzsch. Bis 1974 war er Mitglied der Fachkommission Musikerziehung des Ministeriums für Volksbildung bzw. des Ministeriums für das Hoch- und Fachschulwesen. Von 1985 bis 1989 war er Bezirksvorsitzender des Verbandes der Komponisten und Musikwissenschaftler der DDR und ab 1990 Regionalvorsitzender des Verbands Deutscher Komponisten.
Bis zum Ende seines Lebens hinein war Treibmann aktiv kompositorisch tätig. Seine Werke wurden überwiegend bei Leipziger Verlagen wie Breitkopf & Härtel/Deutscher Verlag für Musik, Ebert Musik Verlag, Hofmeister und Edition Peters verlegt. Sein Œuvre umfasst drei Opern (Der Idiot, Der Preis und Scherz, Satire, Ironie) und sieben Sinfonien sowie Kammermusik und Chorwerke, aber auch Liederzyklen und Schauspielmusiken. Ein internationaler Durchbruch gelang ihm 1973 beim Warschauer Herbst mit dem 3. Sinfonischen Essay. Seine 5. Sinfonie wurde im November 1989 im Leipziger Gewandhaus durch das Gewandhausorchester unter Kurt Masur uraufgeführt. Von 1992 bis 1994 schrieb er Motetten für den Thomanerchor Leipzig.
Treibmann starb im Alter von 81 Jahren in Leipzig.

## Auszeichnungen
- 1981: Kunstpreis der Stadt Leipzig
- 1987: Verdienstmedaille der DDR
- 1988: Kunstpreis der DDR

## Kompositionen (Auswahl)

### Opern
- 1975/78: Der Preis (Text: Harald Gerlach), Oper in einem Akt. UA 1. März 1980, Städtische Bühnen Erfurt
- 1983–1985: Scherz, Satire, Ironie und tiefere Bedeutung. Komische Oper in zwei Akten nach Christian Dietrich Grabbes Theaterstück Scherz, Satire, Ironie und tiefere Bedeutung. UA 14. März 1987, Städtische Bühnen Erfurt
- 1986/87: Der Idiot (Text: Harald Gerlach), Oper (in sieben Bildern) nach Fjodor Dostojewskis Roman Der Idiot. UA 1. Oktober 1988, Opernhaus Leipzig, Leitung: Kurt Masur

### Sinfonien
- 1979: Sinfonie für 15 Streicher (1. Sinfonie). UA: 25. Mai 1979, Leipzig, Collegium Instrumentale Lipsiensis
- 1981: Sinfonie Nr. 2. UA 13. Mai 1982, Pirna, Staatliches Sinfonieorchester Pirna
- 1983: Der Frieden (3. Sinfonie) (Text: Volker Braun). UA 2. Dezember 1984, Gewandhaus Leipzig, Gottfried Richter (Sprecher), Joachim Vogt (Tenor), Leipziger Universitätschor, Mitglieder des Gewandhausorchesters, Leitung: Max Pommer
- 1987: Sinfonie Nr. 4. UA 20. Juni 1989, Gewandhaus Leipzig, Rundfunk-Sinfonieorchester Leipzig, Leitung: Max Pommer
- 1988: Sinfonie Nr. 5. UA 1989, Gewandhaus Leipzig, Gewandhausorchester, Leitung: Kurt Masur
- 2009: Sinfonie Nr. 6
- 2011: Sinfonie Nr. 7 (ist ebenso wie die Sinfonie Nr. 6 im Druck erschienen)

### Orchestermusik
- 1971: Capriccio 71 für Orchester. UA 1974, Halle, Hallesche Philharmonie
- 1973: Konzert für Violine und Orchester. UA 1974, Leipzig, György Garay (Violine), Rundfunk-Sinfonieorchester Leipzig, Leitung: Horst Neumann
- 1982: Hymnus. UA 2002, Köln, MDR-Sinfonieorchester, Leitung: Fabio Luisi

### Kammermusik
- 1967: Sonate für Violine und Klavier. UA 23. April 1968, György Garay (Violine) und Gerhard Erber (Klavier)
- 1970: Streichquartett. UA Mendelssohn-Quartett, 1971, Leipzig
- 1972: III. Sinfonischer Essay. UA 18. Februar 1973, Leipzig, Gruppe Neue Musik Hanns Eisler, Leitung: Max Pommer
- 1974: Sonata per Oboe solo. UA 5. Oktober 1974, Burkhard Glaetzner (Oboe)
- 1979: Unterhaltung zweier Schlagzeuger. UA 15. Juni 1979, Leipzig, Gerd Schenker und Günter Pauli (beide Schlagzeug)
- 1979: Klavierzyklus II
- 1980: Schlagsonate „Sechs Blätter für Peter Sylvester“. UA 5. Oktober 1980, Leipzig, Gerd Schenker und Günter Pauli (beide Schlagzeug)
- 1980: Das Dreiminutenstück. UA 12. Januar 1982, Burkhard Glaetzner (Oboe)
- 1982: Blickpunkte für Oboeninstrumente. UA 19. Februar 1983, Axel Schmidt (Oboeninstrumente)
- 1982: Marschschmiede für Posaune solo. UA 26. Februar 1984,  Friedrich Schenker (Posaune)
- 1985: Consort-Sonate für Oboe, Viola, Kontrabass und Gitarre. UA 26. Januar 1986, Leipzig, Leipziger Consort
- 1995: Schlagkonzert für sechs Schlagzeuger. UA 1995, Graz, Leipziger Schlagzeugensemble
- 1996: Consort-Sonate. Version für Oboe, Fagott, Viola und Gitarre. UA 1996, Leipzig, Ensemble Sortisatio, Alte Handelsbörse
- 1996: Kommen und Gehen I für Oboe, Fagott, Viola und Gitarre. UA 1996, Leipzig, Ensemble Sortisatio

### Chormusik
- 1992: Losungen I. UA 2003, Leipzig, Thomanerchor, Leitung: Georg Christoph Biller

## Diskographie
- Komposition Für Flöte Und Orchester / Capriccio 71 / Streichquartett (Nova 1979) mit Rundfunk-Sinfonieorchester Berlin, Max Pommer (Dirigent), Mendelssohn-Quartett Leipzig u. a. // Capriccio 71 / Streichquartett (siehe auch Musik in Deutschland 1950–2000 (Orchesterstücke), RCA Red Seal 2007)
- Der Frieden (Nova 1986) mit Gottfried Richter (Sprecher), Joachim Vogt (Tenor), Leipziger Universitätschor, Mitglieder des Gewandhausorchesters, Max Pommer (Dirigent) // Der Frieden
- Kompositionen Für Oboe (FMP 1987) mit Burkhard Glaetzner (Oboe) // Sonata Per Oboe-solo
- Das Leipziger Schlagzeugensemble mit Schlagmusiken (MDR 1995) mit Leipziger Schlagzeugensemble // Unterhaltung zweier Schlagzeuger
- Hölderlin – Briefe und Dichtungen (Querstand 1998) mit Jürgen Kurth (Bariton), Birte Simon (Flöte), Hendrik Bräunlich (Klavier) // Hölderlin – Briefe und Dichtungen
- 4. und 5. Sinfonie (Querstand 2000) mit Gewandhausorchester, Kurt Masur (Dirigent), Rundfunk-Sinfonieorchester Leipzig, Max Pommer // Sinfonie Nr. 4, Sinfonie Nr. 5

## Schriften (Auswahl)
- Helmut Bräutigam. Ein Komponist und Musikerzieher in der ersten Hälfte des 20. Jahrhunderts. Mit umfassendem Werkverzeichnis. Dissertation, Leipzig 1966.
- Strukturen in neuer Musik. Anregungen zum zeitgenössischen Tonsatz. Deutscher Verlag für Musik, Leipzig 1981, ISBN 978-3-370-00001-6 (Tonsatzlehrbuch; auch koreanische Ausgabe).